# Tammerfors stadsbibliotek

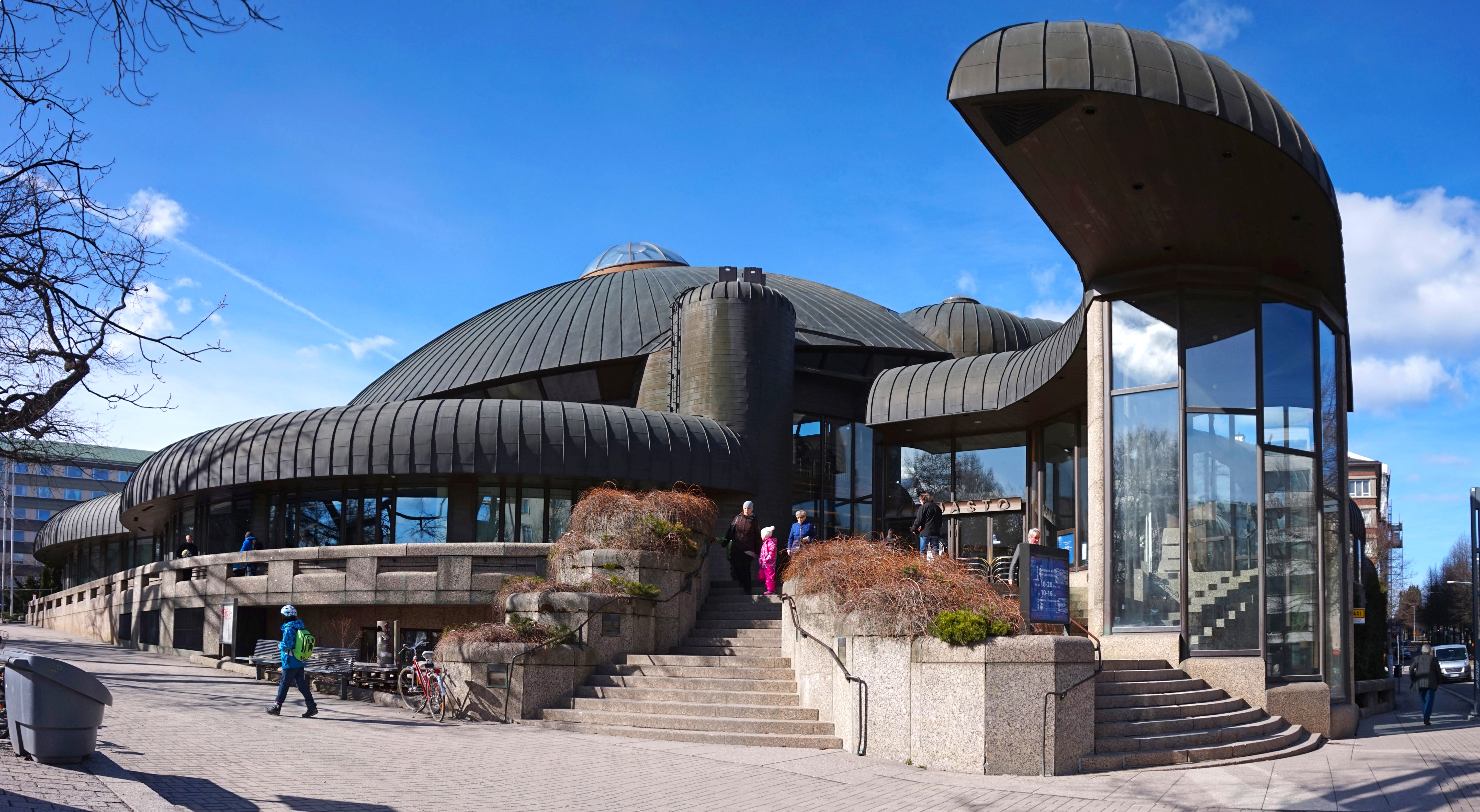
Tammerfors stadsbibliotek

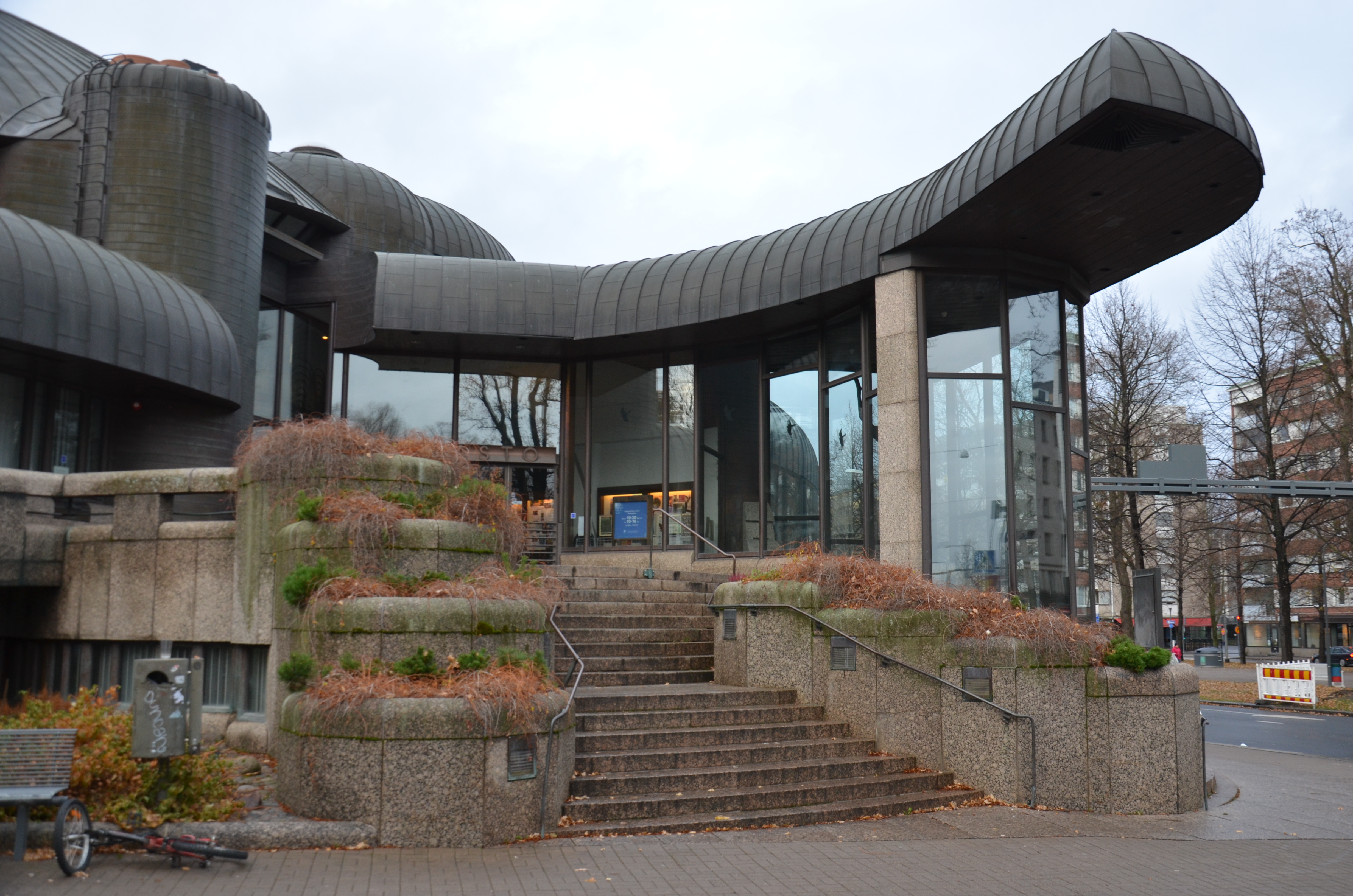
Entré

Tammerfors stadsbibliotek, eller Metso, är ett kommunalt bibliotek i Tammerfors i Finland.
År 1978 hölls en arkitekttävling om ett nytt bibliotek i Tammerfors. Reima Pietilä och Raili Pietilä vann bland 120 förslag med sitt Soidinkuvat. Bygget påbörjades 1983 och pågick i tre år, varefter biblioteket öppnades för allmänheten i augusti 1986. Namnet Metso kommer från att byggnaden uppifrån sett liknar en 
tjäder (på finska metso).

## Bildgalleri

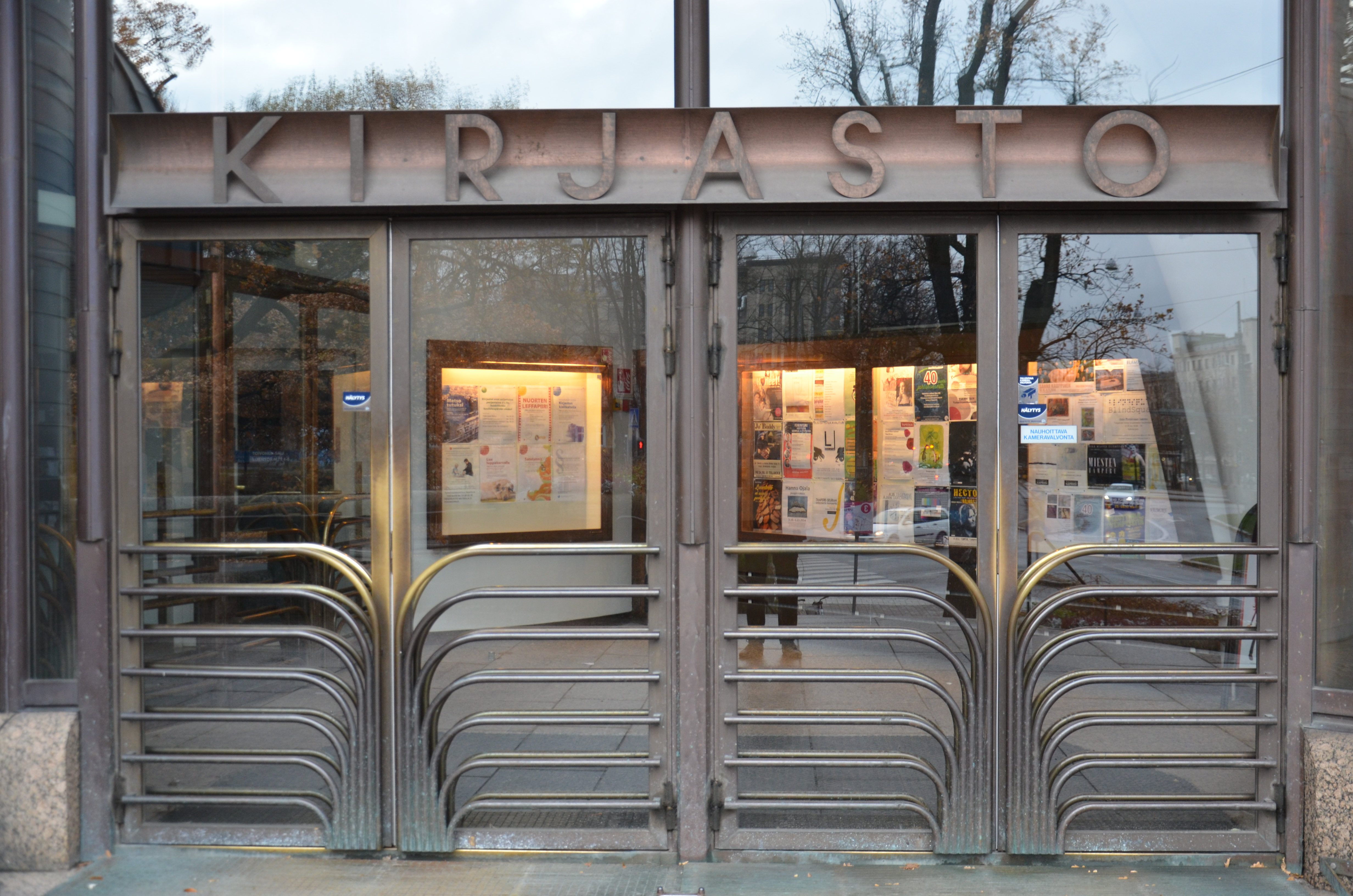
Entrédörrar
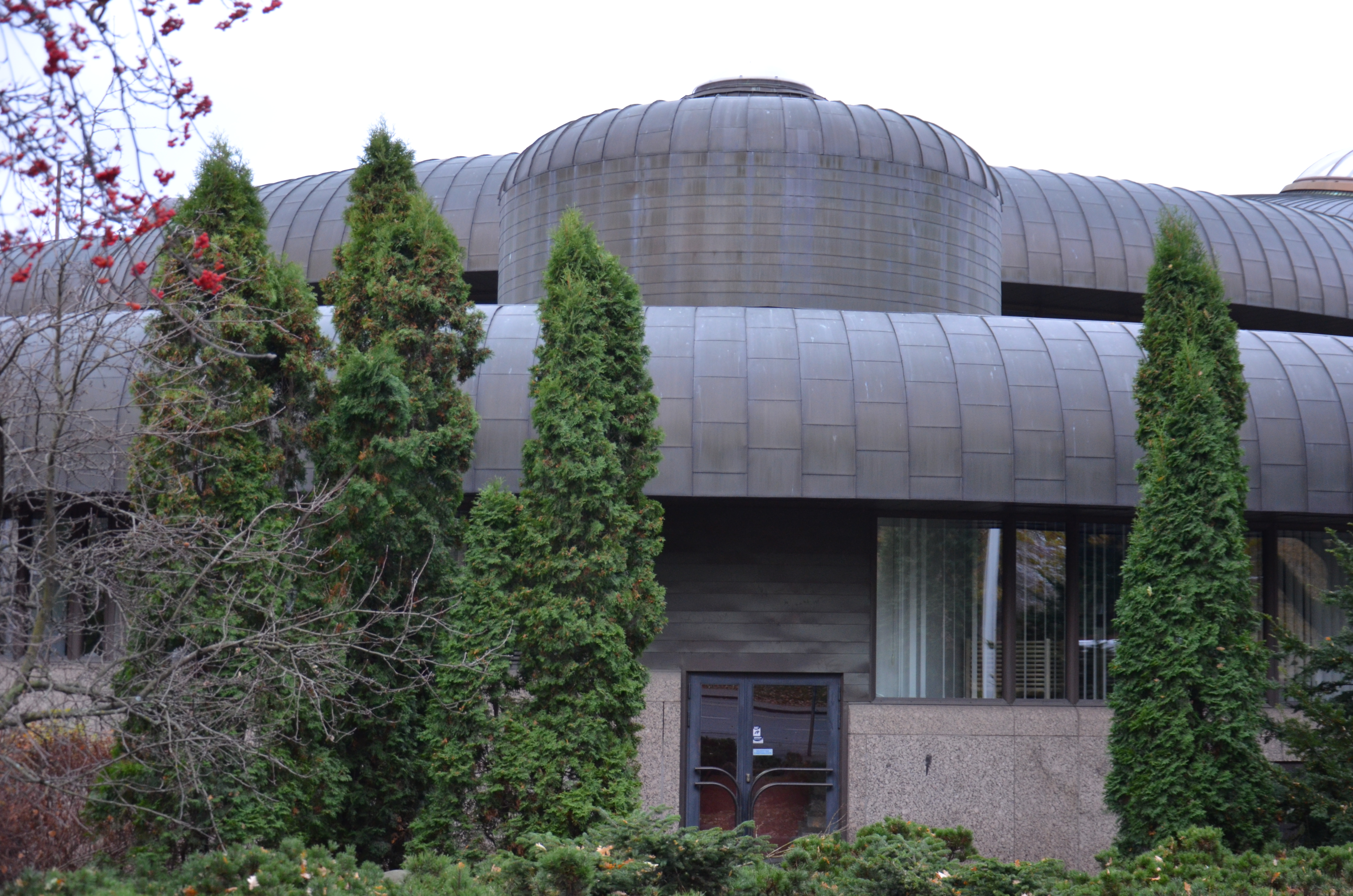
Fasad mot söder
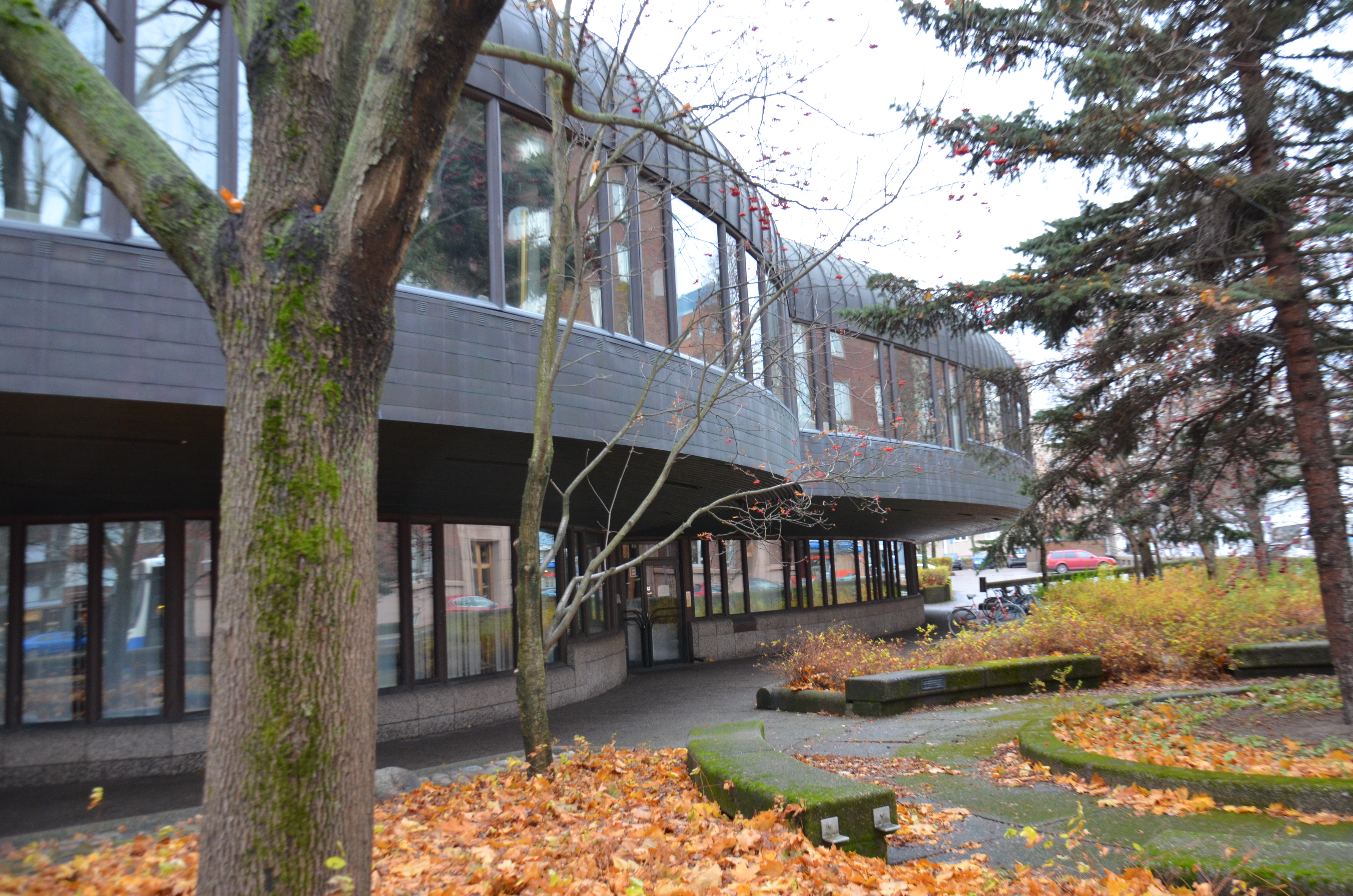
Fasad mot norr
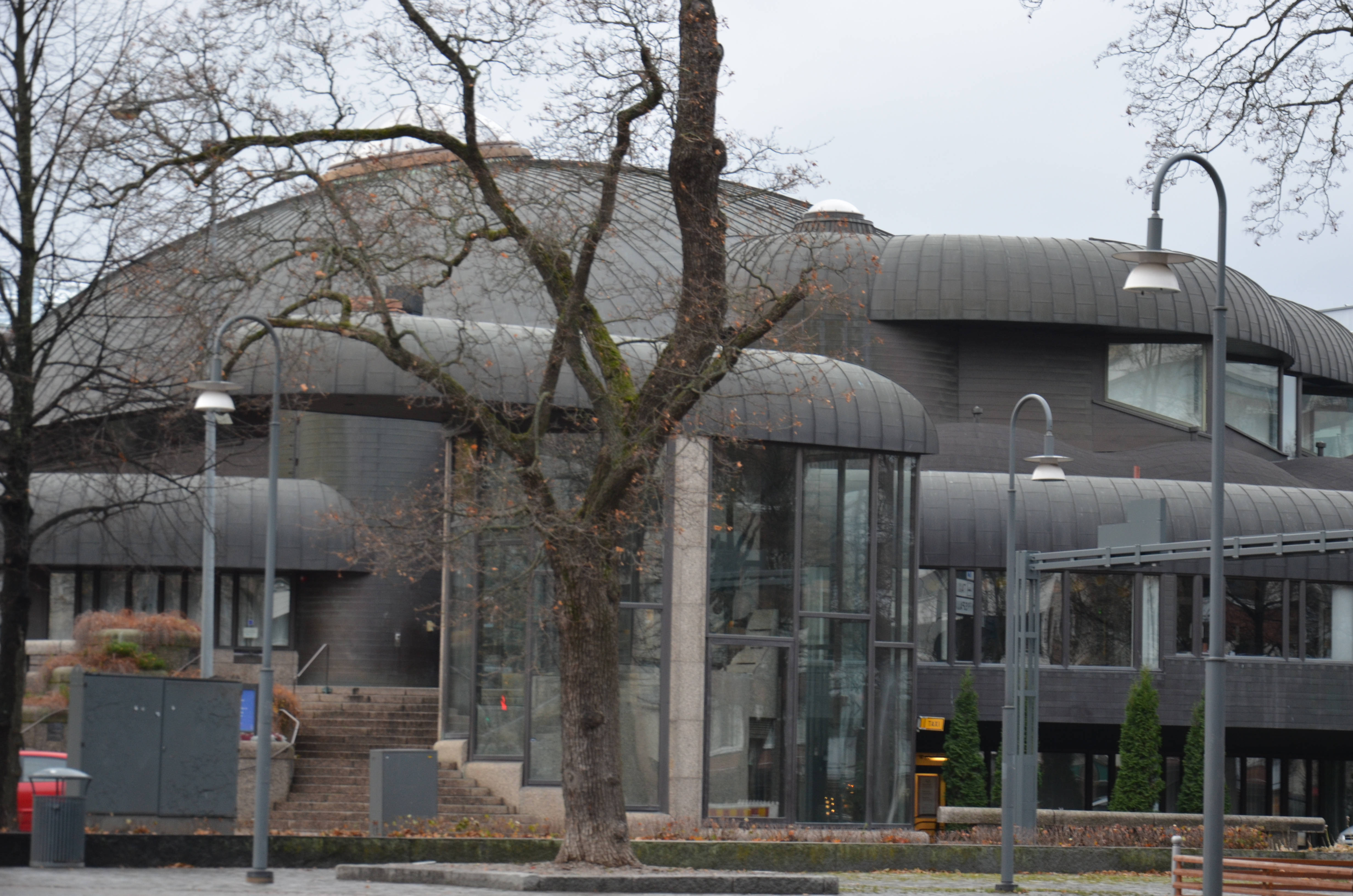
Fasad mot öster
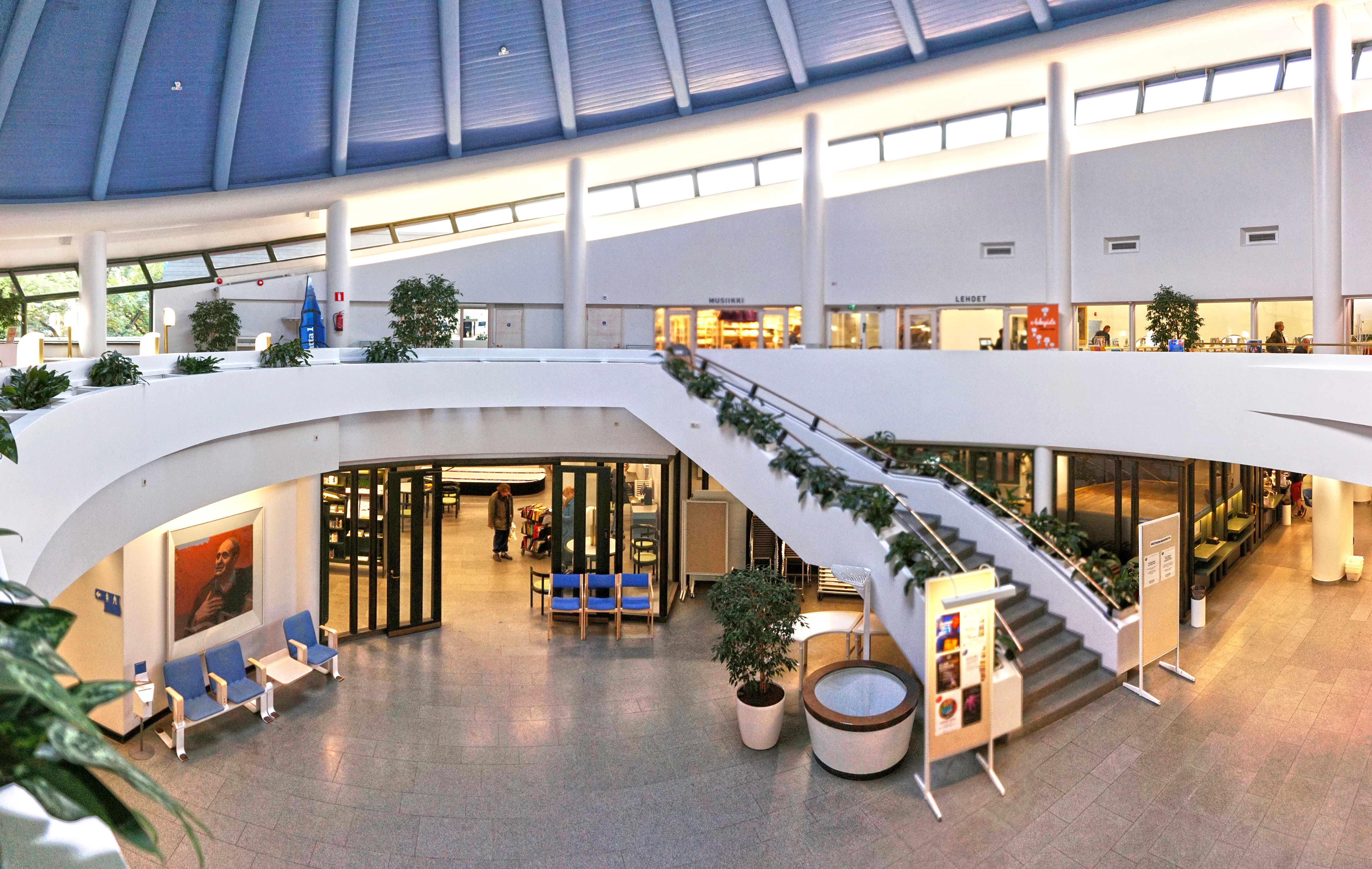
Entréhall
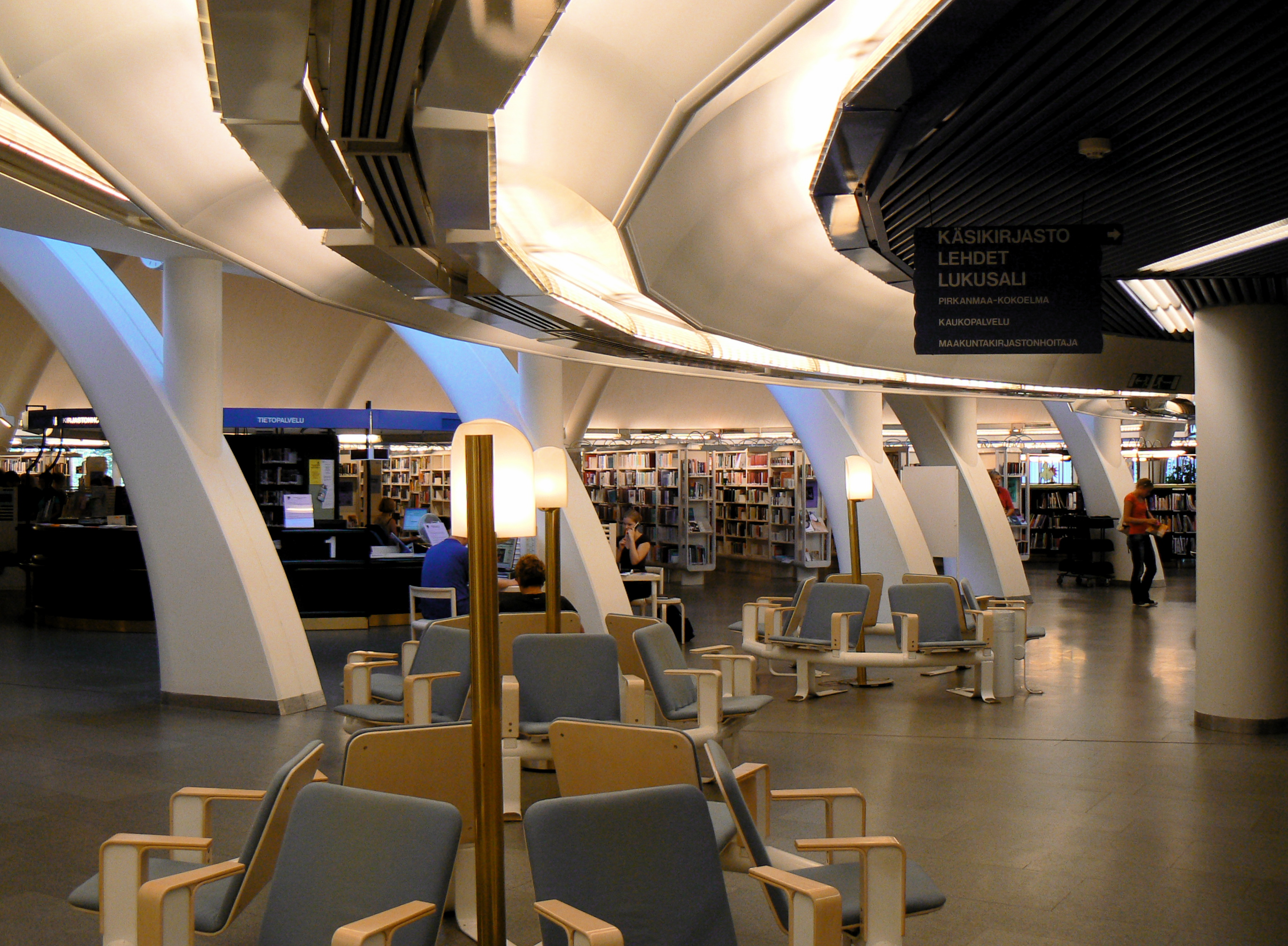
Stora hallen